# Faïence égyptienne

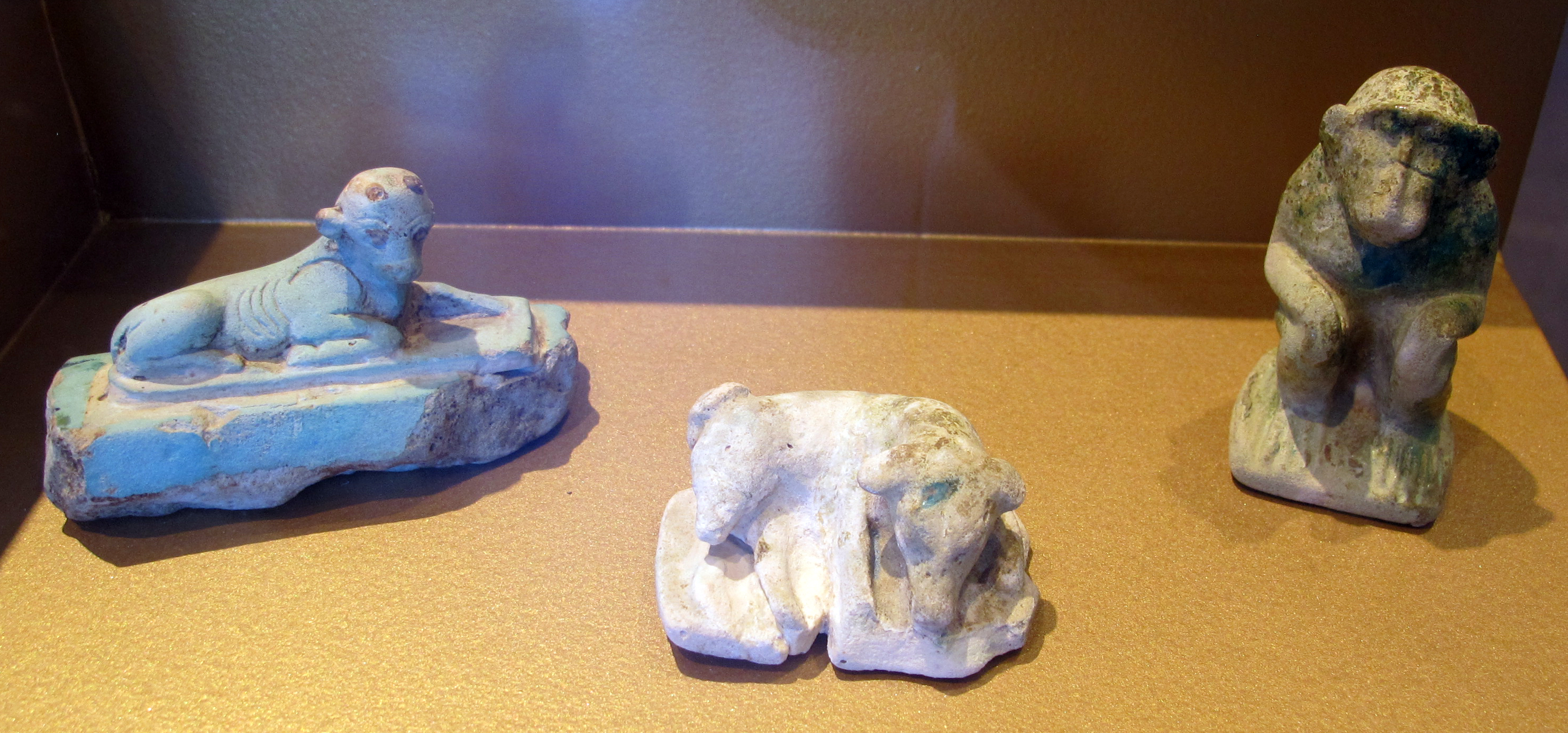
Objets en faïence de la (Brooklyn Museum).

Proche du verre dans la mesure où elle atteint une apparence « vitreuse », la faïence égyptienne est, selon David Grose (en) « un matériau constitué de poudre de quartz couvert d'une couche vraiment vitreuse ». Annie Caubet et Geneviève Pierrat-Bonnefois indiquent que le terme « faïences, au pluriel indéfini, désigne depuis longtemps dans la littérature archéologique un matériau composite fait d'un corps de quartz fondu et couvert d'une glaçure », selon elles « les faïences exploitent des matières brutes peu coûteuses (sable, chaux, minerais métalliques) dont la mise en œuvre exige des compétences techniques de haut niveau ». La couleur bleu était obtenue par l'application d'une fritte, composée de silice contenue dans les Sables et les quartz, d'un silicate de cuivre, de natron ou de cendres de végétaux, et de chaux, contenant du calcium, permettant de réduire la température de fusion,.
Nettement plus poreuse et malléable que le verre authentique, la faïence pouvait être pétrie à la main ou placée dans des moules pour créer des récipients ou d'autres objets. Bien que les mêmes matériaux soient utilisés pour la création de la faïence et du verre, la faïence ne possède pas la structure cristalline rigide de ce dernier.
Selon Paul T. Nicholson, le verre et la faïence étaient utilisés pour imiter les pierres semi-précieuses et tous deux étaient appréciés pour leur beauté et leur durabilité. Bien qu'il ne s'agisse pas de poterie au sens strict, puisqu'elle ne contient pas d'argile, la faïence est souvent traitée comme telle.

## Histoire de la technique en Égypte

### La période pré-dynastique et l'Ancien Empire
En Égypte, la faïence est attestée depuis la fin du Ve millénaire en contexte funéraire badarien, sous la forme de petites perles utilisées comme parure ; dans un contexte où les arts du feu, et notamment le travail du cuivre, sont connus. Dans son étude sur ce type de mobilier pour la culture de Nagada au IVe millénaire, Mathilde Minotti remarque que les trois procédés de fabrications de la faïence (l'application consistant à recouvrir d'émail un objet en stéatite, la cémentation et l'efflorescence), sont appliqués simultanément ; et que selon la forme de la perle, un de ces trois procédé est privilégié.

La cémentation :

« Le procédé de la cémentation a été identifié par Wulff en 1968 dans la ville de Qom en Iran. Le corps des objets est constitué d’un agrégat de quartz pillé lié par de la gomme pour former des billes. Une fois séchées partiellement, les billes sont perforées. Les pièces sont cuites ensemble dans la poudre de faïençage. La cuisson dure une dizaine d’heures à 1000° C, dans une atmosphère oxydante. »

L'efflorescence :

« Pour l’efflorescence, les objets sont modelés à partir d’une pâte contenant tous les éléments de la faïence : on parlera de pâte auto-émaillante. Une fois modelées, les pièces sont séchées à température ambiante. Lors de ce séchage, les sels alcalins migrent vers l’extérieur du corps de l’objet. C’est le processus d’efflorescence. Une croûte formée lors de la cuisson deviendra la faïence. La cuisson se fait en atmosphère oxydante à une température de 800 à 900 °C. »

Minotti interprète ces différences techniques simultanées comme révélatrices d'un certain syncrétisme culturel au sein de la culture nagadienne. Effusion culturelle, témoignant d'une réelle mixité sociale, en contraste avec la normalisation de la production de ces faïences pendant l'Ancien Empire par un groupe dominant. Cette normalisation se traduit par la prédominance du procédé de l'efflorescence au sein d'une production centralisée par le pouvoir, favorisant, au cours du IIIe millénaire, la production d'objets variés.

### Le Moyen Empire

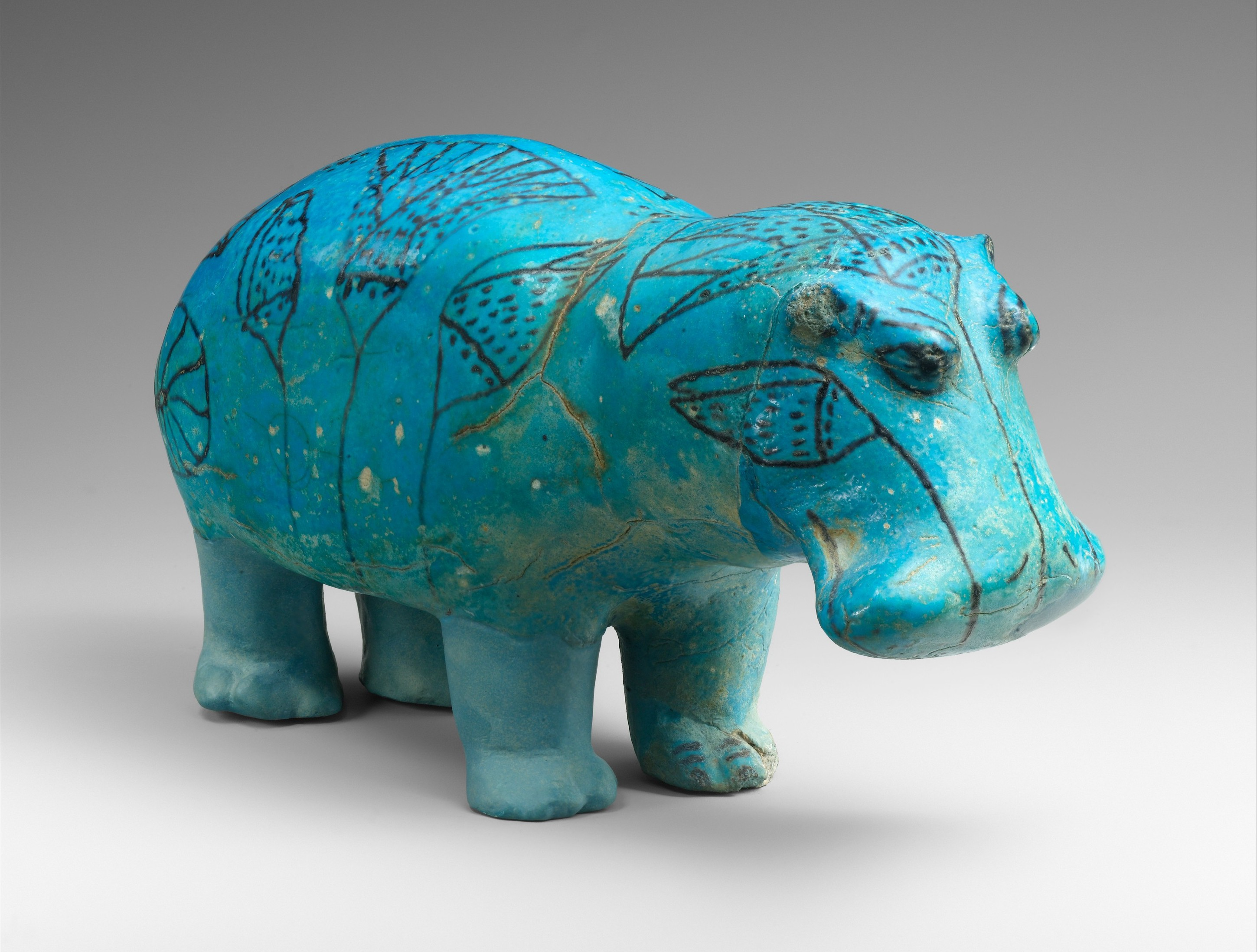
William l'hippopotame en faïence

La Première Période intermédiaire n'a pas empêché le développement de la faïence en Égypte. À Abydos en effet, plusieurs structures de combustion utilisées pour le travail de la faïence en plein air sont attestées.
Le Moyen Empire, période politique stable où l'Égypte est réunifiée, voit la production de faïence croître et se diversifier. Dans ce contexte, de nouvelles techniques décoratives sont expérimentées comme le mélange de deux pâtes donnant un effet marmoréen à l'objet ; les pratiques de l'incision et de l'incrustation sont également attestées. Enfin, la peinture noire sur fond bleu s'avère être un type de décoration typique de la période.
William l'hippopotame en faïence du Metropolitan Museum of Art démontre l'importance de la variété des styles iconographiques au Moyen Empire. Comme l'écrit Nicholson, les représentations animales étaient communes à cette époque et « les figurines d'hippopotame, habituellement décorées de plantes aquatiques, symbolisaient probablement les propriétés revitalisantes du Nil ». Elles peuvent avoir eu une certaine signification religieuse, car elles étaient parfois associées avec une des formes du dieu Seth. Toutes les statuettes d'hippopotames de cette époque n'étaient pas soigneusement peintes, ce qui fait de William un exemple particulièrement important, avec les scènes nilotiques semblant indiquer son environnement naturel. Comme le précise la notice du Metropolitan Museum, l'hippopotame était un des animaux les plus dangereux pour les anciens Égyptiens et, dans ce cas, trois des pattes de William ont probablement été volontairement cassées pour l'empêcher de menacer le défunt dans l'au-delà (le musée a restauré ces pattes).
Plusieurs ateliers de faïenciers sont attestés à Licht, où cet artisanat était étroitement lié au pouvoir. Nicholson fait mention dans son ouvrage de la tombe du notable Debeni, proche du complexe funéraire d'Amenemhat Ier, possédant le titre de « responsable des faïenciers ».

### Apogée au Nouvel Empire
La production de faïence connaît une croissance considérable dans la deuxième moitié du IIe millénaire. De nombreux ateliers se développent en parallèle d'une diversification croissante de la production, qui est exportée dans la frange orientale de la Méditerranée.
L'usage du moule mono-valve est également attesté pour des perles, des anneaux et des amulettes produits en grand nombre. La palette de couleur s'étend aussi largement avec l'introduction des mêmes colorants utilisés pour le verre.

### LeIermillénaire
Pendant la Troisième Période intermédiaire et la Basse époque, la production de faïence s'étend en Méditerranée et dans le Proche-Orient. En Égypte, la faïence est attestée pour les ouchebtis notamment, destinés à accompagner le défunt dans l'au-delà et le servir.
Avec les XXVe et XXVIe dynasties, la faïence connaît un renouveau important, dans le cadre d'une recherche du passé et des arts traditionnels. Des faïences vertes et mates font leur apparition, à côté de faïences jaunes dû à l'introduction d'antimoine dans la composition, et de faïences noires obtenues grâce à l'application d'un procédé utilisé en poterie, la cuisson à atmosphère réductrice.
À la période lagide et romaine sont pratiquées des techniques décoratives comme l'incrustation, donnant un effet bicolore à l'objet en faïence. Des pièces complexes dans le domaine de la statuaire sont également travaillées, avec une préforme moulée puis travaillée à la main. Dans le domaine de la vaisselle en faïence l'impression dans un moule, similaire à la technique connue pour la céramique sigillée, est expérimentée.